# Absorption (économie)
L'absorption est un concept de macroéconomie et de comptabilité nationale désignant la part du revenu national qui est consacrée à la dépense intérieure. Elle se compose de la consommation, de l'investissement, de la formation brute de capital fixe et de la variation de stock. Le terme est parfois utilisé à la place du terme de fusion d'entreprise pour désigner l'intégration d'une entreprise rachetée par une autre. 

## Concept

### En comptabilité nationale
L’absorption est la demande finale intérieure, c'est-à-dire la somme des consommations privée et publique et de l'investissement. Elle se formalise ainsi : 
A = C + I + G
Où A est l'absorption, C est la consommation privée, I est l'investissement, et G est la dépense publique.
Le déficit interne du pays est la différence entre l'absorption et le PIB, ou celle entre l'investissement et l'épargne intérieure. En d'autres termes, le solde de la balance commerciale est égal au produit national moins l'absorption (c'est-à-dire PIB - demande nationale). L'obtention d'un surplus exportable se traduit par un solde de balance commerciale positif (B > 0).
Si l'absorption domestique est supérieure au revenu national, c'est-à-dire que la demande et l'investissement sont supérieures au revenu, alors l'économie doit être financée en ayant recours à des financements extérieurs.
L'absorption renvoie par extension à une approche de l'ajustement de la balance des paiements. En effet la maîtrise de la demande interne est alors une condition nécessaire à la réussite d'une dévaluation.

### Théorie d'Alexander en macroéconomie
L'absorption fait l'objet d'analyses économiques par le FMI. La théorie de l'absorption d'Alexander indique qu'une économie endettée, qui accumule des déficits extérieurs, doit réduire son absorption (c'est-à-dire sa dépense intérieure) en dessous de sa production intérieure afin de dégager un surplus net exportable.
La théorie de l'absorption concerne les effets d'une dévaluation sur les grandes variables (emploi, consommation, investissement). Une dévaluation entraîne en principe une variation favorable de la balance commerciale, dans le cas où la propension marginale à absorber est inférieure à 1 (condition de Marshall-Lerner).

## Politiques économiques
Une capacité d'absorption négative, c'est-à-dire une infériorité du revenu national par rapport à la consommation intérieure, entraîne la balance des paiements dans le rouge et rend le pays dépendant aux financements internationaux. Une politique économique visant à l'accroissement de l'absorption peut prendre plusieurs formes. Il peut s'agir d'augmenter le volume d'exportations (en gagnant en compétitivité), diminuer les importations, baisser les dépenses publiques, freiner les hausses de salaire.